# Hrabstwo Montgomery (Pensylwania)

Piramida wieku hrabstwa

Hrabstwo Montgomery (ang. Montgomery County) – hrabstwo w stanie Pensylwania w USA. Hrabstwo zajmuje powierzchnię lądową 1 251,28 km². Według szacunków US Census Bureau w roku 2006 miało 775 688 mieszkańców. Siedzibą hrabstwa jest miejscowość Norristown.